# Rádio Caiçara
Rádio Caiçara é uma emissora de rádio brasileira com sede em Porto Alegre no estado do Rio Grande do Sul. Faz parte da Rede Pampa de Comunicação e opera na frequência FM 96,7 MHz, concessionada em Guaíba.
Sua programação popular e musical, traz alegria e entretenimento, com comunicadores alegres, características da Rádio Caiçara há décadas. Transmite diversos gêneros do passado e do presente, como sertanejo romântico e universitário, pop, jovem guarda, entre outros. O programa Caiçara Confidencial possui uma famosa vinheta com um assovio, cuja canção é Tomorrow's Love (Morir Un Poco), de Hugo Montenegro.

## História
A Rádio Caiçara foi fundada em 1º de junho de 1966, por quatro sócios: Breno Martins Futuro, Harry Herbert Klein, Lorenzo Gabellini e Ulysses Sabatine Moreira. Seus estúdios e transmissores se localizavam em Esteio, RS, cidade da concessão.
Em 6 de agosto de 1970, Otávio Dumit Gadret adquire a rádio, que estava em situação próxima da falência. A emissora passa a adotar a programação musical e popular que perdura até hoje.
É uma das rádios mais ouvidas e populares do Rio Grande do Sul e, é conhecida há décadas pelo seu slogan e jingle Na Caiçara, a música não pára, tornando umas das emissoras mais lembradas e ouvidas.
Em 1 de novembro de 2013, a Rádio Caiçara muda para a frequência de 780 kHz, anteriormente ocupada pela Rádio Grenal, como parte das mudanças nos canais de AM e FM da Rede Pampa de Comunicação.
Em outubro de 2015, os radialistas Sérgio Zambiasi e André Araújo saem da Rádio Farroupilha e são contratados pela emissora. No mesmo período, a emissora voltou a operar em 1020 kHz, passando a operar em duas frequências  . Pouco tempo depois, em 30 de Novembro de 2015, a Caiçara passou a ser retransmitida no FM 96.7 MHz.
Hoje em dia, a Caiçara se destaca no cenário radiofônico do RS no FM, sendo umas das emissoras mais ouvidas, desde a sua ída para o dial, já que na frequência AM, sua audiência é consolidada há décadas.
No dia 1° de abril de 2019, a Rádio Caiçara passou apenas a ser transmitida em FM 96.7, deixando a frequência AM 780 para o retorno da Rádio Princesa.

## Programas e comunicadores
SEGUNDA A SEXTA:
01:00 as 04:00 - Show da Madrugada (Paulo Fanti)
04:00 as 06:00 - Bom dia Caiçara (Moisés de Assis e Paulo Fanti)
06:00 as 12:00 - Programa Sérgio Zambiasi (Sérgio Zambiasi, Paulo Josué e Amanda Block)
12:00 as 17:00 - Show da Tarde (Zezé Maravilha)
17:00 as 20:00 - Clube do Ouvinte (Araújo Júnior)
20:00 as 22:00 - Embalos e Loterias (Leandro Maia)
22:00 as 01:00 - Caiçara Confidencial (Leandro Maia)
SÁBADO:
01:00 as 04:00 - Show da Madrugada (Paulo Fanti)
04:00 as 06:00 - Bom dia Caiçara (Moisés de Assis e Paulo Fanti)
06:00 as 12:00 - Programa Sérgio Zambiasi (Sérgio Zambiasi, Paulo Josué e Amanda Block)
12:00 as 17:00 - Show da Tarde (Zezé Maravilha)
17:00 as 19:00 - Clube do Ouvinte (Leandro Maia)
19:00 as 00:00 - Embalos e Loterias (Leandro Maia)
DOMINGO:
00:00 as 02:00 - Bailão da Caiçara (César Manoel)
02:00 as 06:00 - Madrugada da Caiçara (piloto automático)
06:00 as 08:00 - Querência da Caiçara (Moisés de Assis)
08:00 as 13:00 - Show da Manhã (Zezé Maravilha)
13:00 as 14:00 - As Mais Mais da Semana 1° edição (Amanda Block)
14:00 as 19:00 - Domingão da Caiçara (Piloto automático)
19:00 as 20:00 - As Mais Mais da Semana 2° edição (Amanda Block)
20:00 as 01:00 - Caiçara Confidencial (Leandro Maia)
COMUNICADORES:
- Sérgio Zambiasi
- Paulo Josué
- Moisés de Assis
- Zezé Maravilha
- Leandro Maia
- André Araújo
- Paulo Fanti
- Amanda Block
- César Manoel
- Luana Soft